# Czechosłowacka Formuła Easter
Czechosłowacka Formuła Easter – cykl wyścigów samochodowych według przepisów Formuły Easter, organizowany w ramach mistrzostw Czechosłowacji. Seria była organizowana w latach 1974–1987, przy czym w sezonach 1975–1977 nie prowadzono klasyfikacji kierowców. W 1988 roku zastąpiona została Formułą Mondial.

## Mistrzowie
| Sezon | Mistrz                    | Samochód                  | Źródło                    |
| ----- | ------------------------- | ------------------------- | ------------------------- |
| 1974  | Karel Jílek               | MTX 1-02                  | [ 2 ]                     |
| 1975  | mistrzostw nie rozgrywano | mistrzostw nie rozgrywano | mistrzostw nie rozgrywano |
| 1976  | mistrzostw nie rozgrywano | mistrzostw nie rozgrywano | mistrzostw nie rozgrywano |
| 1977  | mistrzostw nie rozgrywano | mistrzostw nie rozgrywano | mistrzostw nie rozgrywano |
| 1978  | František Valovič         | MTX 1-03                  | [ 3 ]                     |
| 1979  | Jan Šenkýř                |                           | [ 4 ]                     |
| 1980  | Václav Lim                | Avia AE2                  | [ 5 ]                     |
| 1981  | Jiří Moskal               | MTX 1-03                  | [ 6 ]                     |
| 1982  | Jan Veselý                | RAF 80                    | [ 7 ]                     |
| 1983  | Jiří Červa                | MTX 1-06                  | [ 8 ]                     |
| 1984  | Jiří Mičánek              | MTX 1-07                  | [ 9 ]                     |
| 1985  | Václav Lim                | Avia AE3                  | [ 10 ]                    |
| 1986  | Václav Lim                | Avia AE3                  | [ 11 ]                    |
| 1987  | Jiří Mičánek              | MTX 1-06                  | [ 11 ]                    |